# Halbringschnäpper
Der Halbringschnäpper (Ficedula semitorquata) ist eine Vogelart aus der Familie der Fliegenschnäpper (Muscicapidae).

## Aussehen
Der Halbringschnäpper ist ein kleiner Singvogel von 12–13 cm Körperlänge bei einer rund 23–24 cm betragenden Flügelspannweite. Ähnlich wie Trauerschnäpper und Halsbandschnäpper, die auch in Mitteleuropa vorkommen, ist das Prachtgefieder des Männchens auffällig schwarz/weiß gefärbt, mit weißem Bauch, schwarzem Kopf und Rücken und bräunlichen Armschwingen sowie einem weißen Fleck auf der Stirn. Das Weibchen ist, wie auch bei Halsband- und Trauerschnäpper, deutlich dezenter gefärbt. Sein Rücken ist dunkelbeige, der Bauch heller und fast weiß, die Flügel-Innenflächen sind weiß. Außerhalb der Brutzeit sind beide Geschlechter unauffällig gefärbt. Vom Trauerschnäpper lässt sich der Halbringschnäpper nur sehr schwer unterscheiden, der Halsbandschnäpper hingegen wirkt, insbesondere durch seinen namensgebenden weißen Halsring (im Prachtkleid), deutlich heller.

## Vorkommen und Lebensraum
Das Brutgebiet des Halbringschnäppers erstreckt sich über den südlichen Balkan und den Süden Russlands bis nach Vorderasien, mit Populationsschwerpunkten in der Türkei, in Russland und besonders im Iran. Seine Überwinterungsgebiete liegen in Ostafrika; in Mitteleuropa kommt er nur als gelegentlicher Durchzügler vor. Als Lebensraum bevorzugt er alte Laubwälder des Tieflandes und der Höhenlagen.

## Ernährung
Als typischer Vertreter der Fliegenschnäpper ist der Halbringschnäpper ein Insektenjäger, insbesondere im Herbst kommen auch Beeren und Sämereien ergänzend hinzu.

## Fortpflanzung

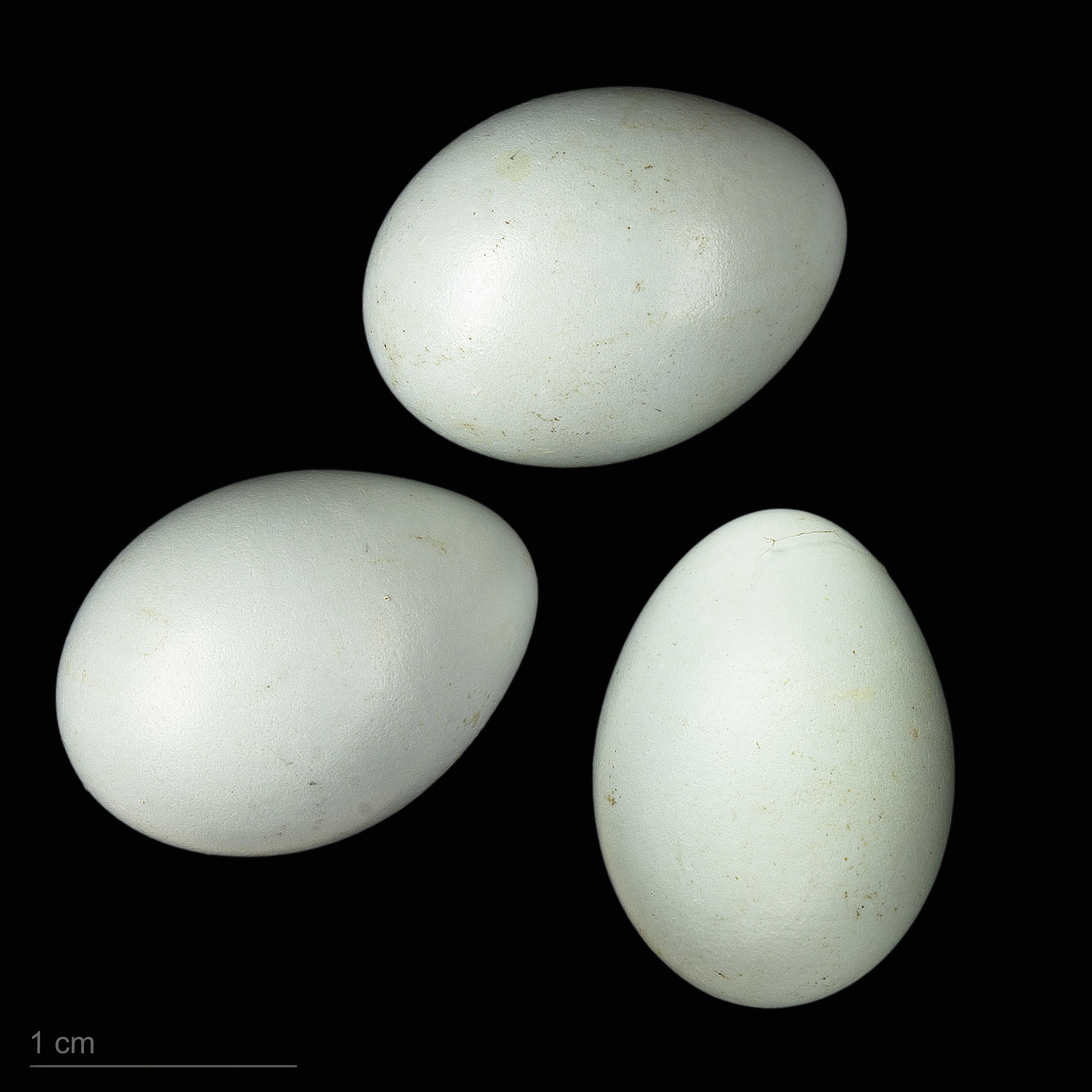
Ficedula semitorquata, Sammlung Museum von Toulouse

Als Höhlenbrüter benötigt der Halbringschnäpper für die Brut natürliche Löcher und Nischen oder Spechthöhlen in Bäumen. Die Brutzeit reicht vom April bis in den Juli.

## Bestand
Trotz Bestandseinbrüchen seit den 1970er Jahren führt die IUCN den Halbringschnäpper in der Roten Liste als „nicht gefährdet“ (LC - least concern).